# Борзиков, Арсений Васильевич
Арсений Васильевич Борзиков — советский военный, государственный и политический деятель, генерал-майор танковых войск.

## Биография
Родился в 1900 году в деревне Зыково. Член КПСС с 1920 года.
С 1919 года — на военной службе, общественной и политической работе. В 1919—1943 гг. — участник Гражданской войны, участник Польского похода РККА, на соужбе и командных должностях в танковых частях РККА, командир 18-й механизированной/25-й отдельной легкотанковой бригады, командир 13-й танковой дивизии 5-го механизированного корпуса, начальник управления боевой подготовки ГАБТУ, помощник командующего Западным фронтом по автобронетанковым войскам, помощник командующего 20-й армией Западного фронта по боевой подготовке, начальник Ленинградских Краснознаменных бронетанковых курсов усовершенствования комсостава РККА.
Делегат XVIII съезда ВКП(б).
Умер в 1943 году.